# 沃利·冯克
沃利·冯克（又译沃利·芬克；，1939年2月1日—）是美国飛行員、宇航员和亲善大使。她是國家運輸安全委員會第一位女性航空安全调查员，锡尔堡的第一位女性民用飞行教官、美国联邦航空管理局第一位女性检查员，以及水星13中的一位。

## 生平
2021年7月20日，沃利·冯克搭乘蓝色起源的新雪帕德火箭進入亚轨道飞行，因此她成為进入太空的最年长的人，打破了约翰·格伦23年前創造的紀錄。她也是水星13中唯一到过太空的成员。